# Piero Ferrari
Pour les articles homonymes, voir Ferrari.
 (mai 2016).
Si vous disposez d'ouvrages ou d'articles de référence ou si vous connaissez des sites web de qualité traitant du thème abordé ici, merci de compléter l'article en donnant les références utiles à sa vérifiabilité et en les liant à la section « Notes et références ».
Piero Ferrari, né Piero Lardi le 22 mai 1945 à Modène, est un ingénieur et entrepreneur italien. Il est le second et seul fils survivant d'Enzo Ferrari, fondateur de Ferrari. Il est vice-président de l'entreprise.

## Biographie
Piero Ferrari est né Piero Lardi d'une union cachée entre Enzo Ferrari et Lina Lardi. Il est reconnu comme étant son fils naturel en 1978 par Enzo Ferrari à la mort de son épouse Laura (le 28 février 1978). La nouvelle fit grand bruit dans le milieu du sport automobile, ce lien de parenté avait toujours été tenu secret par les proches de la famille Ferrari.
En 1969, alors que ses liens avec Enzo sont encore inconnus du grand public, il se voit remettre en secret, à l'occasion de la vente d'une partie du capital de Ferrari à Fiat, un legs de 10 % du capital de l'entreprise Ferrari.
Son demi-frère, Dino, né de l'union entre Enzo Ferrari et son épouse Laura, est mort en 1956 d'une néphrite virale. Il est marié à Floriana Nalin et a une fille et deux petits-enfants. Il habite à Modène dans l'ancienne résidence de son père.
Piero Ferrari est vice-président de Ferrari.